# Mud and Sand
Mud and Sand er en amerikansk stumfilm fra 1922 af Gilbert Pratt.

## Medvirkende
- Stan Laurel som Rhubarb Vaseline
- Mae Laurel som La Paloma aka Pavaloosky
- Julie Leonard	som Caramel
- Leona Anderson som Filet de Sole
- Wheeler Dryden som Sapo
- Sam Kaufman som Humador